# Рувума
Рувума је један од 26 региона у Танзанији. Јужну границу региона чини граница са Мозамбиком, западну границу региона је језеро Њаса које представља државну границу између Малавија и Танзаније, док се на северу и западу граничи са другим танзанијским регионима и то Морогоро и Линди на северу, а Иринга и Мтвара на истоку.
Име региона потиче од имена реке Рувума, чији ток представља највећи део границе између Танзаније и Мозамбика.
Површина региона Рувума је 67 372 km², број становника по попису из 2002. године је 1 177 166. Главни град региона је Сонгеа са 131 336 становника.
Регион је подељен на пет округа: Тундуру, Мбинга, Намтумбо и градски и приградски округ града Сонгеа.